# Labatie-d'Andaure

Labatie-d'Andaure este o comună în departamentul Ardèche din sud-estul Franței. În 1 ianuarie 2022 avea o populație de 220 de locuitori.